# Epidot
Epidot ist ein häufig vorkommendes Mineral aus der Mineralklasse der „Silikate und Germanate“. Es kristallisiert im monoklinen Kristallsystem mit der allgemeinen chemischen Zusammensetzung Ca2(Fe3+,Al)Al2[O|OH|SiO4|Si2O7]. Die Klammern in der chemischen Formel bedeuten, dass Eisen und Aluminium sich zwar in begrenztem Umfang vertreten können (Substitution), jedoch immer im selben Verhältnis zu den übrigen Bestandteilen stehen. Epidot ist zudem der namensgebende Vertreter der Epidotgruppe, einer Gruppe chemisch ähnlicher Minerale.
Epidot bildet meist prismatische Kristalle von bis zu 35 cm Länge, die parallel [010] gestreckt und gestreift sein können und je nach Reinheit durchsichtig bis undurchsichtig sind. Daneben kommt das Mineral aber auch in Form faseriger, körniger bis massiger und radialstrahliger Aggregate vor. Die Farbe von Epidot ist variabel, oft jedoch dunkelgrün, manchmal gelbbraun, während die Strichfarbe weiß ist. Mit einer Mohshärte, die je nach Reinheit des Minerals zwischen 6 und 7 liegt, gehört Epidot zu den mittelharten bis harten Mineralen. Um ihn zu ritzen, braucht es mindestens eine Stahlfeile, er selbst ist aber in der Lage, einfaches Fensterglas zu ritzen.
Epidot bildet mit Klinozoisit (Ca2AlAl2[O|OH|SiO4|Si2O7]) eine lückenlose Mischkristallreihe.

## Etymologie und Geschichte

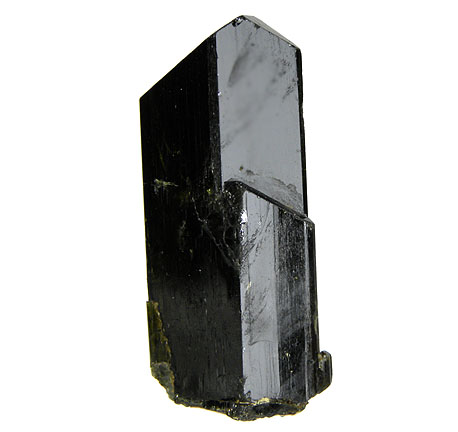
Epidotkristall mit Sicht auf die namensgebende Kristallbasis mit den verschieden langen Seiten

Erstmals entdeckt wurde Epidot 1782 bei Le Bourg-d’Oisans im französischen Département Isère. Allerdings wurden die dort gefundenen Proben zunächst fälschlich als Turmalin bezeichnet. Erst der französische Mineraloge René-Just Haüy erkannte im Jahre 1801, dass es sich bei diesem Material um ein eigenständiges Mineral handelte, das er nach dem griechischen Wort epidosis für „Zugabe“, „Steigerung“ oder „Ausdehnung“ bezeichnete, als Anspielung auf die für Epidote charakteristische Kristallform, bei der eine der Seiten an der Unterseite des Prismas länger ist als die andere.

## Klassifikation
In der veralteten 8. Auflage der Mineralsystematik nach Strunz gehörte der Epidot zur Mineralklasse der „Silikate“ und dort zur Abteilung „Gruppensilikate (Sorosilikate)“, wo er gemeinsam mit Epidotgruppe, Allanit, Hancockit, Klinozoisit, Piemontit und Sursassit in der „Epidotgruppe“ mit der Systemnummer VIII/B.15a steht.
In der zuletzt 2018 überarbeiteten Lapis-Systematik nach Stefan Weiß, die formal auf der alten Systematik von Karl Hugo Strunz in der 8. Auflage basiert, erhielt das Mineral die System- und Mineralnummer VIII/C.23-020. Dies entspricht der Klasse der „Silikate“ und dort der Abteilung „Gruppensilikate“, wo Epidot zusammen mit Allanit-(Ce), Allanit-(La), Allanit-(Nd), Allanit-(Y), Alnaperbøeit-(Ce), Åskagenit-(Nd), Dissakisit-(Ce), Dissakisit-(La), Dollaseit-(Ce), Epidot-(Sr), Ferriakasakait-(La), Ferriallanit-(Ce), Ferriallanit-(La), Ferriandrosit-(La), Ferriperbøeit-(Ce), Gatelit-(Ce), Hancockit, Khristovit-(Ce), Klinozoisit, Manganiakasakait-(La), Manganiandrosit-(Ce), Manganiandrosit-(La), Mukhinit, Niigatait, Perbøeit-(Ce), Piemontit, Piemontit-(Pb), Piemontit-(Sr), Tweddillit, Uedait-(Ce), Vanadoallanit-(La), Vanadoandrosit-(Ce), Västmanlandit-(Ce) und Zoisit die „Epidotgruppe“ mit der Systemnummer VIII/C.23 bildet.
Die von der International Mineralogical Association (IMA) zuletzt 2009 aktualisierte 9. Auflage der Strunz’schen Mineralsystematik ordnet den Epidot in die Klasse der „Silikate und Germanate“ und dort in die Abteilung „Gruppensilikate (Sorosilikate)“ ein. Hier ist das Mineral in der Unterabteilung „Gruppensilikate mit gemischten SiO4- und Si2O7-Gruppen; Kationen in oktaedrischer [6]er- und größerer Koordination“ zu finden, wo es zusammen mit Epidot-(Sr), Hancockit, Klinozoisit, Mukhinit, Niigatait, Piemontit, Piemontit-(Sr) und Tweddillit die „Epidotgruppe“ mit der Systemnummer 9.BG.05a bildet.
In der vorwiegend im englischen Sprachraum gebräuchlichen Systematik der Minerale nach Dana hat Epidot die System- und Mineralnummer 58.02.01a.02. Das entspricht der Klasse der „Silikate“ und dort der Abteilung „Gruppensilikate: Insulare, gemischte, einzelne und größere Tetraedergruppen“. Hier findet er sich innerhalb der Unterabteilung „Gruppensilikate: Insulare, gemischte, einzelne und größere Tetraedergruppen mit Kationen in [6] und höherer Koordination; Einzel- und Doppelgruppen (n=1,2)“ in der „Epidotgruppe (Klinozoisit-Untergruppe)“, in der auch Klinozoisit, Epidot-(Pb), Mukhinit, Piemontit, Piemontit-(Sr), Tweddillit, Gatelit-(Ce), Klinozoisit-(Sr), Uedait-(Ce) und Epidot-(Sr) eingeordnet sind.

## Kristallstruktur
Epidot kristallisiert monoklin in der Raumgruppe P21/m (Raumgruppen-Nr. 11) mit den Gitterparametern a = 8,89 Å; b = 5,63 Å; c = 10,15 Å und β = 115,4° sowie 2 Formeleinheiten pro Elementarzelle.
Im Dünnschliff unter dem Mikroskop erscheint Epidot in Abhängigkeit vom Eisengehalt sowie der Orientierung der Kristalle in blassgelben bis deutlich gelbgrünen Farben, wobei die Färbung oftmals unregelmäßig-fleckig verteilt ist oder Zonarbau mit unterschiedlich intensiver Färbung erkennbar wird. Aufgrund der hohen Lichtbrechung zeigt das Mineral gegen die meisten Begleitminerale ein deutlich positives Relief. Bei gekreuzten Polarisatoren erscheinen leuchtend bunte, anomale Interferenzfarben.

## Modifikationen und Varietäten
Bisher sind folgende Varietäten des Epidots bekannt:
- Allanit-Epidot (auch Epidot-Orthit) – Mischkristall aus Allaniten und Epidot.[8]
- Beryllium-Epidot und Chrom-Epidot – enthalten als Beimengungen das jeweils genannte Metall.
- Pistazit bzw. Pistacit – mikrokristallin, durch Beimengungen an Eisen grün (Pistazie!) bis schwarzgrün gefärbt.[8]
- Puschkinit – grün, rot und gelb, Varietät aus dem Ural.[8]
- Tawmawit – kräftiggrün, hellgrün bis hellgelb, braun bis rot durch Beimengungen von Chrom besondere Farbtöne, benannt nach seiner Typlokalität Tawmaw.[8] Die Farben können durch starken Pleochroismus richtungsabhängig untereinander wechseln und somit alle an einem Stück zu sehen sein.
- Withamit – undurchsichtig, manganhaltig und daher rosa bis rot gefärbt.[8]

Allanit (mit den Anhängen -(Ce), -(La) und -(Y)) und Klinozoisit werden von einigen Quellen ebenfalls als Varietät von Epidot gekennzeichnet. Sie sind jedoch von der International Mineralogical Association (IMA) als eigenständige Minerale anerkannt; Allanit allerdings nur in Verbindung mit den jeweils angehängten Elementen zur Unterscheidung der Endglieder dieser Mischreihe.

## Bildung und Fundorte

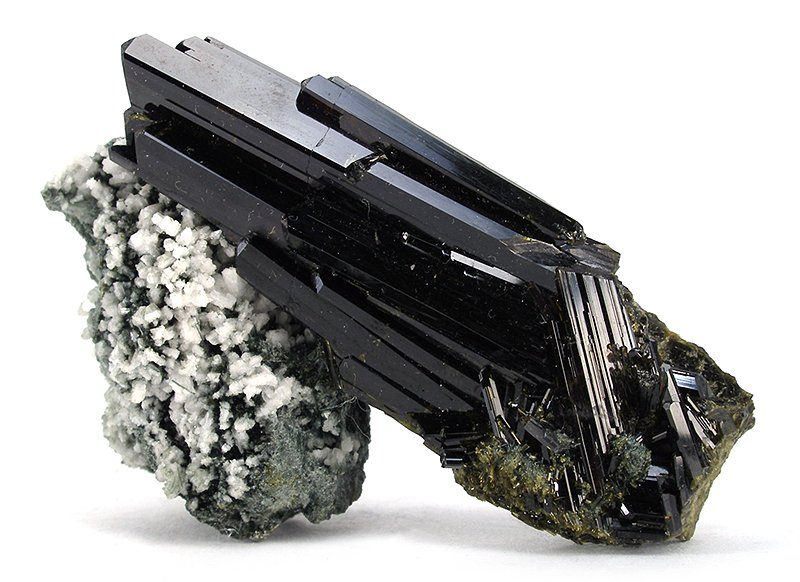
Säuliger Epidot auf Aktinolith (Byssolith) und Dolomit von der Knappenwand in Österreich (Größe: 9 × 6,5 × 5,9 cm)

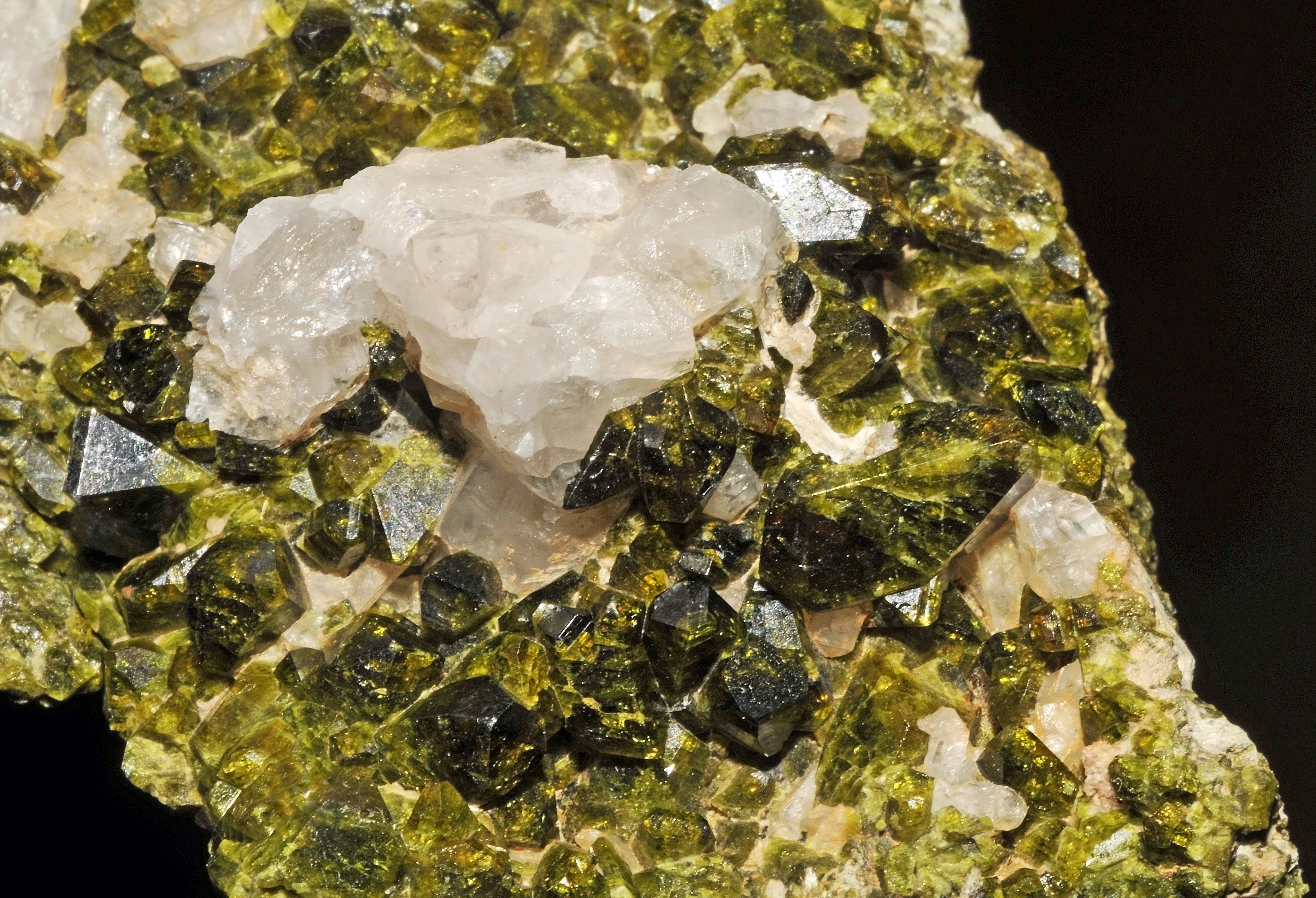
Epidot und Quarz aus Italien

Epidot bildet sich als häufiger Bestandteil metamorpher Gesteine, insbesondere solchen, die sich von magmatischen Gesteinen wie Basalt, also z. B. Amphibolit, ableiten. Auch in Marmor (metamorpher Kalkstein) ist er häufiger anzutreffen. Daneben tritt er in Hydrothermaladern als Zersetzungsprodukt anderer Silikatminerale auf. Begleitminerale sind unter anderem verschiedene Amphibole, Granate, Plagioklase, Pyroxene und Zeolithe sowie Aktinolith, Albit, Calcit, Glaukophan, Lawsonit, Omphacit, Prehnit, Pumpellyit, Quarz, Riebeckit, Skapolith, Talk, Vesuvianit und Wollastonit.
Epidot wird bei steigender Temperatur instabil und zerfällt bei ca. 650 bis 700 °C. In den Gesteinen der Amphibolit-Fazies resultiert das, nach einer komplexen Reihe von Reaktionen, in einer Änderung in der Gesteinszusammensetzung von Hornblende, Albit, Epidot und Quarz zu Hornblende, Plagioklas und Quarz. Der Anorthit-Anteil nimmt also bei steigender Temperatur zu.
Insgesamt konnte Epidot bisher (Stand: 2011) an rund 5600 Fundorten nachgewiesen werden. Erwähnenswert aufgrund hervorragender Mineralfunde ist unter anderem Sobotín in Tschechien, wo bis zu 14 cm lange, grüne Kristalle zutage traten. An der Knappenwand im österreichischen Untersulzbachtal wurden Kristalle mit etwa 10 cm Länge gefunden. Älteren Berichte aus dem 19. Jahrhundert zufolge sollen an der Knappenwand zwar noch weit größere (50 bis 70 cm) Kristalle gefunden worden sein, allerdings lassen sich diese Angaben nicht durch entsprechende Belegstücke beweisen.
In Österreich wurde das Mineral außer an der Knappenwand noch an vielen weiteren Orten in Salzburg, Kärnten, der Steiermark und Tirol; bei Badersdorf und Sieggraben im Burgenland sowie bei Trattenbach, Aggsbach und im Waldviertel in Niederösterreich; Liebenau in Oberösterreich und Montafon in Vorarlberg.
In Deutschland findet sich Epidot unter anderem im Schwarzwald in Baden-Württemberg; im Fichtelgebirge, Schwäbisch-Fränkischen Wald, Bayerischen Wald und im Spessart in Bayern; im Odenwald und Taunus in Hessen; bei Egestorf in Niedersachsen; bei Silbach in Nordrhein-Westfalen; an mehreren Orten der rheinland-pfälzischen Eifel; bei Nonnweiler im Saarland; an mehreren Orten im Harz von Niedersachsen bis Sachsen-Anhalt; im Erzgebirge, der Oberlausitz und im Vogtland in Sachsen sowie an mehreren Orten in Schleswig-Holstein und Thüringen. Besonders reiche Vorkommen sind im Raum der oberen Mulde bekannt, welche insbesondere durch Auswaschungen angereichert wurden.
In der Schweiz konnte das Mineral bisher in der Berner Gemeinde Guttannen, Entlebuch in Luzern sowie an mehreren Orten der Kantone Graubünden, Tessin, Uri und Wallis gefunden werden.
Weitere Fundorte sind Afghanistan, Ägypten, Algerien, die Antarktis, Argentinien, Armenien, Aserbaidschan, Äthiopien, Australien, Bangladesch, Belgien, Bolivien, Botswana, Brasilien, Bulgarien, Burkina Faso, Chile, China, Costa Rica, die Dominikanische Republik, die Demokratische Republik Kongo, Ecuador, die Elfenbeinküste, Fidschi, Finnland, Frankreich, Ghana, Griechenland, Grönland, Guatemala, Guyana, Haiti, Island, Indien, Indonesien, Iran, Irland, Italien, Jamaika, Japan, Kambodscha, Kanada, die Kanalinsel Jersey, Kasachstan, Kenia, Kirgisistan, Kolumbien, Nordkorea, Südkorea, Kuba, Litauen, Madagaskar, Malawi, Malaysia, Mali, Marokko, Mazedonien, Mexiko, die Mongolei, Myanmar, Namibia, Nepal, Neukaledonien, Neuseeland, Nicaragua, Norwegen, Oman, Pakistan, Panama, Papua-Neuguinea, Paraguay, Peru, die Philippinen, Polen, Portugal, Puerto Rico, Ruanda, Rumänien, Russland, Sambia, Saudi-Arabien, Schweden, Senegal, Serbien, Simbabwe, Slowakei, Slowenien, die Solomoneninsel Guadalcanal, Spanien, Sri Lanka, Sudan, Südafrika, Eswatini, Taiwan, Tadschikistan, Thailand, weitere Fundorte im tschechischen Böhmen und Mähren, die Türkei, Uganda, Ukraine, Ungarn, Usbekistan, die U.S. Virgin Islands, das Vereinigte Königreich (Großbritannien), die Vereinigten Staaten von Amerika (USA) und Venezuela.
Auch in Gesteinsproben des Mittelatlantischen Rückens und des Zentralindischen Rückens konnte Epidot nachgewiesen werden.

## Verwendung als Schmuckstein

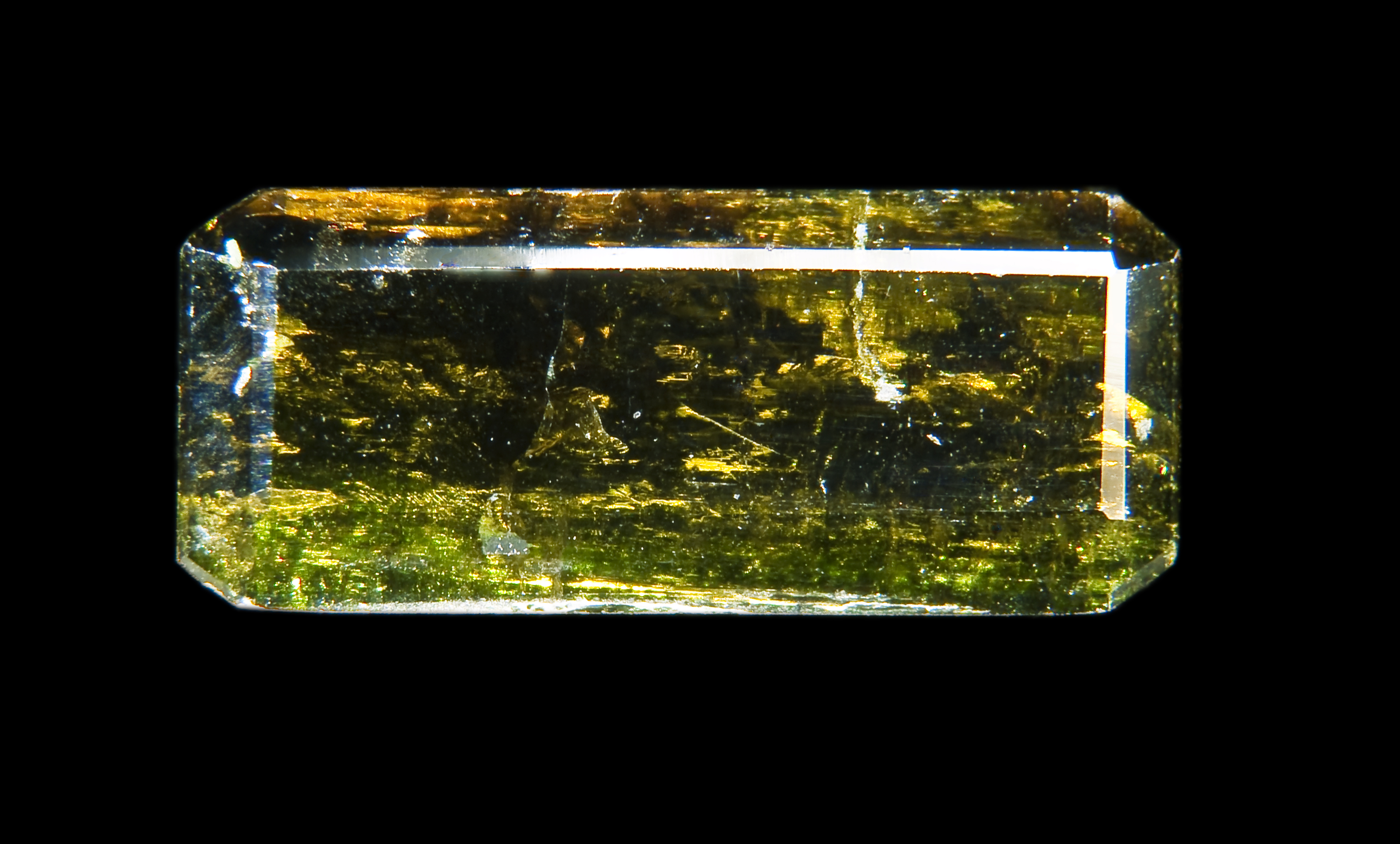
Grüner Epidot im Treppenschliff

Epidot ist aufgrund seiner vollkommenen Spaltbarkeit nur schwierig zu verarbeiten und wird daher eher selten zu Schmuckstein verarbeitet. Klare Varietäten und einem glanzverstärkenden Facettenschliff können jedoch bei gelbbrauner Farbe durchaus einem dunklen Citrin oder Topas und bei dunkelgrüner Farbe verschiedenen grünen Edelsteinen wie dem Smaragd, grünem Turmalin (Verdelith) oder Diopsid zum Verwechseln ähnlich sehen.
Heinrich Harrer berichtet bei der Durchquerung Westpapuas 1962, dass die Dani in der Gegend um Mulia den grünen Epidot als besten Stein für die Herstellung von Steinäxten bevorzugen. An ausgesuchten Stellen im Steinbruch wurden Feuer entzündet und Stunden später mit Geröllsteinen, Keilen und Stangen Gestein abgebrochen und mit Holzzangen in Sicherheit gebracht.